# Raquel Eldridge
Pour les articles homonymes, voir Eldridge.
Raquel Eldridge, née le 15 mai 1976, est une joueuse internationale canadienne de rugby à XV de 1,73 m pour 79 kg, occupant le poste de talonneur (no 2) aux London Wasps (en). Elle peut également jouer troisième ligne aile.

## Palmarès
(au 30 août 2006)
- 32 sélections en Équipe du Canada féminine de rugby à XV
- participations à la Coupe du monde féminine de rugby à XV 2002, 2006: 4e place.